# IAC Inc.
IAC Inc. — американская интернет-корпорация, основанная в 1995 году. Управляет более чем 150 брендами примерно в сотне стран. Пост CEO компании с июня 2015 года занимает Joey Levin, также входящий в совет корпорации Match Group.
Среди наиболее известных направлений деятельности корпорации: поисковые сайты ask.com и about.com, сервисы свиданий Tinder, match.com, новостные сайты, сервис онлайн-видео Vimeo. На 2014 год около половины дохода компания получала от направления поисковых и информационных сайтов, в том числе About.com, Ask.com, Dictionary.com, Investopedia, CityGrid Media, Ask.fm,  Reference.com; около трети доходов приходилось на сайты знакомств.

## Бренды

### Розничная торговля
- Home Shopping Network (HSNi)
- Shoebuy.com
- Bagsbuy.com
- Outletbuy.com
- Cornerstone Brands (Frontgate, Improvements, Ballard Designs, Smith+Noble, The Territory Ahead, TravelSmith, grandinroad, Isabella Bird, Alsto’s und Garnet Hill)

### Продажи
- Domania
- GetSmart
- LendingTree
- iNest
- Home Loan Center
- RealEstate.com
- ReserveAmerica
- servicemagic
- improveNet
- Ticketmaster
- TicketWeb
- Admission.com
- liveDaily
- Billetnet
- Ticnet.se
- Lippupalvelu
- Kartenhaus.de
- TicketService
- cottonblend
- biletix
- tick tack ticket
- Gehua ticketmaster ticketing
- emma entertainment

### СМИ и Реклама
- IAC Search and Media
  - Ask.com
  - Ask for Kids
  - Bloglines
  - Evite
  - FunWebProducts.com
  - excite
  - iWon
  - MyWay
- Citysearch
- IAC Advertising Solutions
- Echo (также известный, как echomusic и HelloEcho)
- REBEL Entertainment
- Smiley Central
- Insider Pages
- Zwinky
- Newsweek (2010—2013)[4]

### Членство и Подписки
- Interval International
- LiveitUp
- condodirect
- Match.com
- Match.com International
- Chemistry.com
- uDate
- Sally Foster
- Entertainment.com
- OkCupid

### Сервисы для бизнеса
- pronto.com
- gifts.com
- CollegeHumor
- Busted Tees
- Very Short List
- Vimeo
- ConnectedVentures.com (CV)
- 23/6
- Primal Ventures
- GarageGames
- FiLife.com
- Life123.com

### Телевидение
- USA Broadcasting
  - WAMI-TV
  - KSTR-TV
  - WHUB-TV (сейчас WUTF-TV)
  - WHOT-TV (сейчас WUVG-TV)

### Социальные сети
- Tinder
- Ask.fm — в 2014–2016 годах[5].